# New Waverly (Texas)
New Waverly es una ciudad ubicada en el condado de Walker en el estado estadounidense de Texas. En el Censo de 2010 tenía una población de 1.032 habitantes y una densidad poblacional de 179,24 personas por km².

## Geografía
New Waverly se encuentra ubicada en las coordenadas 30°32′16″N 95°28′57″O / 30.53778, -95.48250. Según la Oficina del Censo de los Estados Unidos, New Waverly tiene una superficie total de 5.76 km², de la cual 5.72 km² corresponden a tierra firme y (0.67%) 0.04 km² es agua.

## Demografía
Según el censo de 2010, había 1.032 personas residiendo en New Waverly. La densidad de población era de 179,24 hab./km². De los 1.032 habitantes, New Waverly estaba compuesto por el 63.66% blancos, el 28.29% eran afroamericanos, el 0.58% eran amerindios, el 0.48% eran asiáticos, el 0.1% eran isleños del Pacífico, el 4.94% eran de otras razas y el 1.94% pertenecían a dos o más razas. Del total de la población el 10.76% eran hispanos o latinos de cualquier raza.